# بنت بيرسون
بنت بيرسون (بالسويدية: Bent Persson)‏ هو عازف جاز سويدي، ولد في 6 سبتمبر 1947 في كارلسكرونا في السويد.

## وصلات خارجية
- بنت بيرسون على موقع ميوزك برينز (الإنجليزية)
- بنت بيرسون على موقع أول ميوزيك (الإنجليزية)
- بنت بيرسون على موقع ديسكوغز (الإنجليزية)